# クリストファー・パイク
クリストファー・パイク（英: Christopher Pike）は、アメリカのSFドラマシリーズ『スタートレック:ストレンジ・ニュー・ワールド』(SNW)を始めとする『スタートレック』フランチャイズに登場する架空の人物で、主にU.S.S.エンタープライズの指揮官として23世紀に活躍する惑星連邦の艦隊士官である。
『宇宙大作戦』(TOS)のパイロット版に初登場以降、ジェフリー・ハンターを始めとして4人の俳優によって演じられている。

## 概要
TOSの主人公ジェイムズ・T・カーク船長の前任の船長という立ち位置のキャラクター。TOS前日譚である2022年からParamount+で配信されたSNWでの主人公。
パイク船長はジェフリー・ハンター演じるU.S.S.エンタープライズの船長として、「スタートレック」パイロット版「歪んだ楽園」（1965年）に登場する。当初はTOS本編の主人公の予定であったが、ハンターの降板等の事情から「歪んだ楽園」はお蔵入りとなり、再度製作されたパイロット版によって主人公もウィリアム・シャトナー演ずるジェイムズ・T・カーク船長に変更された。
TOS本編の初登場は1966年11月放映のTOS11話「タロス星の幻怪人」。作中では、ショーン・ケニー演じるところの事故で重度の障害を負ったゲストキャラクターであり、「歪んだ楽園」の映像が回想シーンとして編集使用されている

### リブート版劇場版
TOS以降は長らく映像に登場する機会はなく、小説やファンジンなどの媒体で扱われるのみであった。しかし、新たな時間軸ケルヴィン・タイムラインに設定された映画版の新シリーズが2009年から始まり、ブルース・グリーンウッド演じるキャラクターとして久々に再登場を果たす。作品内では若きカーク青年を宇宙艦隊にスカウトする後見人として描かれているが、続編の『スター・トレック イントゥ・ダークネス』で殉職する。

### ディスカバリー、ストレンジ・ニュー・ワールド
2019年配信の『スター・トレック:ディスカバリー』(DIS)の第2シーズン、「歪んだ楽園」から3年後のパイク船長が登場。U.S.S.エンタープライズの修復中、U.S.S.ディスカバリーの臨時船長を務める。過去作では断片的だったパイク船長の人物像が大きく補完されることとなった。本作で演じたアンソン・マウントは人気を集め、同年配信の『スタートレック:ショートトレック』の第2シーズンにおいても同役を続投し、さらには『ディスカバリー』のスピンオフとなる『スタートレック:ストレンジ・ニュー・ワールド』で同役を務める。

### 人物像のぶれ
いずれのシリーズにおいても、「U.S.S.エンタープライズNCC-1701のカーク船長の前任の船長」という立場は共通している。ただし『まんが宇宙大作戦』(TAS)にてロバート・エイプリル提督の登場により、パイクは2代目に位置付けられた。エイプリル提督はSNWにも登場する。一方、リブート版ではエイプリルの登場がないことからエンタープライズの初代船長となっている。
各々の登場作品から自身の生い立ちを窺い知ることが出来、出身は現在でいうところのカリフォルニア州モハヴェで、父親は科学教師である。また、モハヴェの実家ではかつて2頭の馬（タンゴとメアリー・ルー）を飼育していたこともあり、少年時代から乗馬に親しんでいる。艦隊士官になった切っ掛けはアレクサンダー・マーカスからのスカウトによるもので、艦隊アカデミー在学中は（天体物理学以外の）全教科で優秀な成績を収め、卒業後すぐにテストパイロットの任務に就いている。
年齢は不詳。TOSではカークと同世代だと語られている。
一方でリブート版劇場版では20歳ほどのカーク士官候補生に対しすでに50歳程度の壮年であり、カークとは親子ほど年が離れている。SNWでは35～40歳ほどと思われ、20代カーク大尉よりひとまわりほど年長に描かれる。

## 劇中描写

### ドラマシリーズ（プライム・タイムライン）
作品中での具体的な描写はないものの、U.S.S.エンタープライズの船長に就任したのは2250年から2251年までの何れかの期間とされ、ジェームス・T・カークに指揮権を委譲するまでに、5年間の宇宙探査任務を2度行うと公式には設定付けられている。最終階級は先任大佐。

#### 歪んだ楽園
2254年、U.S.S.エンタープライズはヴェガ・コロニーへ向かう途中、タロス4号星からの救難信号を受信する。しかし生存者の確認が得られなかったため、指揮官のパイクはその信号を無視し、負傷者の治療を優先させるべくコロニーへの進路維持を命じる。その2週間前、上陸したライジェル7号星で原住民（ケイラー人）の襲撃に遭い、上陸班のうち3人が死亡、7人が負傷するという事態が生じたためである。パイクはライジェル事件の責任を重く受け止め、フィリップ・ボイス医療主任との会話の際には艦隊からの引退を仄めかし、指揮官としての自信を失いつつある旨を語っている。
救難信号から生存者の確認が取れたとの報告を受け、パイクは進路変更を命じる。発信元は18年前に消息を絶った地球の測量船S.S.コロンビアと判明し、上陸班を組んでタロス4号星へ転送降下する。上陸班一行は、キャンプ生活を続けながら生存していた乗員たちと遭遇し、救出の歓迎を受けるが、その生存者の一人にヴィーナという若い女性がおり、パイクはその美貌に魅せられる。
ヴィーナに促されて岩山の一角に来たパイクは、地底から現れたタロス人によって不意に拉致され、動物園のごとき施設に監禁されてしまう。肥大した頭部を持つタロス人と対峙したパイクは、彼らがテレパシー能力に長け、救難信号もヴィーナ以外の生存者も、エンタープライズを誘い込むための幻影だったと知る。さらに、過去の戦争によって荒廃した惑星を復興させるべく、パイクとヴィーナをつがいにして再び人口を増やすという、彼ら本来の目的も告げられる。
拘束は不当だとして抗議するものの、パイクの思考は全て読み取られ、時には鮮明な悪夢を見せられることで抵抗の意思を失くすよう仕向けられる。また、タロス人の生み出す高精度な幻影投射によって、パイクの記憶や願望にヴィーナが度々現れ、共に過ごす人生を疑似体験させられる。次第にヴィーナへの情が芽ばえるパイクであったが、体感したもの全ては幻想に過ぎないとして拒否の姿勢を貫き、ヴィーナからタロス人への理解を勧められても抵抗を続ける。業を煮やしたタロス人は、エンタープライズから女性クルー2人（ナンバー・ワンとコルト）をさらって施設に転送し、3人から選べと更なる要求をしてはパイクを悩ませる。
度重なる理不尽な扱いにパイクは激しい怒りをタロス人にぶつけるが、その際に原始的な感情への対処にタロス人が不慣れだと気付くようになる。やがて一計を案じたパイクはクルー2人の協力の下、怒りの感情を利用することでタロス人を出し抜き、辛うじて施設からの脱走を果たすこととなる。その後、改めてタロス人と対峙した際には、檻の中の平和な生活を得るぐらいなら死を選ぶと伝え、タロス人からも地球人の扱いには面倒が伴うとして解放が認められる。
エンタープライズに帰艦する際、共に行こうとヴィーナを誘うが頑なに断られてしまう。その理由として、実際の彼女はコロンビアの事故で瀕死の重傷を負っており、後遺症の苦痛に耐えるためにはタロス人の施す幻影が不可欠だと知らされる。タロス4号星外では生活が困難と悟ったパイクはヴィーナの意思を尊重し、不本意ながらも彼女を残して帰艦することとなった。結果的に、このタロス4号星での逆境の克服がパイクに自信を取り戻させ、改めて艦隊士官として生きる決意を抱かせている。

#### タロス星の幻怪人
2267年、パイクはU.S.S.エンタープライズの指揮をジェームズ・T・カークに委譲し先任大佐となっているが、健康上に大きな問題を抱えている。常人と変わらぬ余命や知能を有しつつも生命維持装置付きの車椅子に繋がれ、意思伝達は信号ランプとビープ音で示すのみという、いわば全身不随の重い障害を患っている。その前年、視察旅行中に搭乗していた練習船で事故が発生し、士官候補生たちの救助活動中に多量のデルタ線に被曝したためである。
第11宇宙基地で静養中、かつての部下であるスポックと再会し、彼から秘密裏の計画を告げられる。その計画とは、タロス人とコンタクトを取りつつエンタープライズを乗っ取るという、いわば艦隊規則違反を示唆するものであった。スポックによって計画は着々と実行に移され、前述の通り精神は常人と変わらないためパイク自身は反対の意思(ノーのサイン)を示し続けるも、体の自由は効かないため半ば強引にエンタープライズに乗せられ、13年前に訪れたタロス4号星へと移送されてしまう。2267年当時、タロス4号星は接近禁止区域で違反者は死刑という厳罰が設けられており、自らの死を賭してまで敢えて行動に出たスポックをパイクは憂い、何度も「ノー」のピープ音を鳴らし続けては周囲に知らせようと努める。
結局スポックの規則違反が明るみとなったため、メンデス准将、カークらと共に軍法会議へ出席する。会議中、タロス人とスポックから提出された証拠映像によって、タロス4号星で起きた顛末とスポックの犯行理由が明らかとなる。事情を察したカークから「向こう（タロス4号星）へ行きたいか」と問われた際には「イエス」の意思を示し、タロス人もパイクの受け入れを許可したため、旧知のヴィーナと共にタロス人の施す幻影の中で余生を過ごすこととなった。
なお、反乱罪を犯したスポックと、巻き込まれるという形ながらその違反に加担したカークであったが、艦隊司令部はパイクの業績と現状を鑑み、特例として規則違反を免責しスポックらの行動を承認する措置を取っている。

#### 他のシリーズエピソード
鏡像宇宙が初めて描かれた『宇宙大作戦』第33話「イオン嵐の恐怖」では、I.S.S.エンタープライズの船長であったパイクが副長のカークによる暗殺でその地位が奪われたと言及されている。
ジャン＝リュック・ピカード指揮下のU.S.S.エンタープライズ（NCC-1701-D）には、パイクという名のシャトルが配備されており、その姿を『新スタートレック』 第70話「究極のコレクション」で見ることが出来る。
『スタートレック:ディープ・スペース・ナイン』では、セスタス3号星で活動するパイク・シティ・パイオニアズという野球チームが第69話「クワークの母」で触れられており、同惑星におけるパイク・シティという居住区の存在が示唆されている。 また、同作第150話「決意の代償」では、ベンジャミン・シスコ大佐が"勇気のクリストファー・パイク勲章"を受勲する様子が描かれており、第154話「がんばれ、ナイナーズ!に登場するソロック大佐は同章を2度受勲したと語る場面がある。

#### スタートレック:ディスカバリー
『スタートレック:ディスカバリー』の時代設定は『宇宙大作戦』の約10年前（2256年）以降となっているため、パイクが宇宙艦隊の大佐として活躍する時代と重なっている。登場は第2シーズンからであるが、第1シーズンにおいても、その存在に触れている描写が若干見られる。

##### 第1シーズン
2256年当時の名指揮官リストにはパイクの名が記録されており、宇宙艦隊内では著名な様子が示唆されている。シーズン最終話では、U.S.S.ディスカバリー（NCC-1031）が救難信号を受信し、発信元であるパイク指揮下のU.S.S.エンタープライズとランデブーしている。

##### 第2シーズン
作中の舞台となる2257年、エンタープライズは3万光年に散らばる7つの赤い信号を探索中、原因不明のシステム障害により航行不能に陥ってしまう。パイクは宇宙艦隊規則（第19条C項）を適用することで、最新鋭の科学船であるディスカバリーに指揮権を移し、バーナムら乗組員たちの助力を得て、その謎を解明すべく信号の追跡を続行する。
道中、10万年分以上もの莫大な記録を保存する巨大データベース「球体」に遭遇し、壊滅寸前の球体から莫大なデータファイルをディスカバリーにダウンロードする。信号とともに現れる「赤い天使」および逃亡犯とされたスポックを捜索中、パイクは彼とバーナムを追ってタロス4号星に再び向かい、タロス人の幻影投射によってヴィーナと再会する。タロス人によってスポックが見た「近い将来銀河系全体が滅び去る未来映像」を確認し、治療を受けたスポックを乗艦させる。スポックの助力によりタイムトラベルを繰り返す赤い天使を捕獲し、破滅的な未来が確定的だと知る。
その後惑星連邦の秘密組織セクション31の基地にて、高性能AI「コントロール」が暴走し、セクション31を操っている事実が判明する（コントロールは元は小説版のみに登場したAIである）。さらにはディスカバリーの球体データベースを取り込んで進化した上で、全銀河系の知的生物の殲滅を意図していることを知る。
パイクらはコントロールを阻止するためデータベースの抹消を試みるが、データベースの自己防衛機能によりデータ削除どころかディスカバリーの自爆も破壊も不可能となる。セクション31で「ダイダロス計画」として極秘研究されていた、赤い天使と同じタイムスーツをバーナムが使い、ディスカバリーごと遥か未来にまで追放するしか手段がなくなる。
パイクらはタイムスーツの材料となる「タイムクリスタル」を入手すべく、クリンゴン領内のボレス星の修道院を訪れる（ボレスはTNG149話「クリンゴン神カーレスの復活」にて登場）。タイムクリスタルに触れると、自分がデルタ放射線を大量に浴びて全身不随になる悲惨な未来を見せられてしまう。クリスタルを入手しなければ未来は確定しないと告げられるが、パイクはあえてクリスタルを入手する。
修復されたエンタープライズとランデブー後、パイクはエンタープライズの船長に復職する。ディスカバリーを狙う、コントロールに支配されたセクション31の艦隊と激しい交戦を行う。そして赤い天使の真の正体は、タイムトラベルを繰り返したバーナム自身だと判明する。多大な犠牲を払いつつも、ついにバーナムともどもディスカバリーを未来に追放することに成功する。その後の宇宙艦隊の査問では他のクルーらと口裏を合わせ、ディスカバリーが爆発消失したと偽証する。ディスカバリーとそのデータベース、タイムスーツ、胞子転移ドライブ等は存在自体が機密となる。

#### スタートレック:ストレンジ・ニュー・ワールド
時代設定はU.S.S.ディスカバリー消失後の2257年以降となっており、U.S.S.エンタープライズの指揮を執るパイクは、副長のナンバーワン(ウナ)、科学主任のスポックらと共に、ファイブイヤー・ミッションと呼ばれる5年間の宇宙探査任務を行う。
士官候補生のウフーラ、看護師のチャペル、医療主任のムベンガなど『宇宙大作戦』にも登場するキャラクターが乗組員に名を連ね、更には保安主任のラーン・ノニエン・シン、操舵士官のエリカ・オルテガス、機関主任のヘマー、ジェームズ・T・カークの兄弟のサムなども乗組員に名を連ねる。この時点では別の船に乗務し、いずれエンタープライズの後任の船長となるジェームズ・T・カークも登場する。

### 映画シリーズ（ケルヴィン・タイムライン）
劇場版第11作から俳優陣も一新し、内容も2233年4月から分岐したパラレルワールドとなっている。作品内では主に2255年以降の時代が描かれ、既存のシリーズとは歴史が異なった世界が展開される。パイク自身も2233年から分岐した別の人生を歩んでおり、プライム・タイムライン上では2250年頃からU.S.S.エンタープライズの2代目船長を務めているが、この時間軸では同艦の建造が大幅に遅れているため、2258年の完成を経た上で初代船長に就任している。ただし、実際にエンタープライズを指揮したのは、処女航海の数日間のみである。

#### スター・トレック
U.S.S.エンタープライズが建造中の2255年、リバーサイド造船所近くのバーにて、士官候補生らと喧嘩していた若きジェイムズ・T・カークと出会う。彼に優れた資質を感じ取っていたパイクはその才能を惜しみ、宇宙艦隊への入隊を勧める。当初はカークから一笑に付されるが、亡父のジョージ・カーク少佐が如何にして艦隊の英雄になったかを説き、父親を超えてみろとカークの心を揺さぶり入隊を決心させる。
2258年、惑星連邦がバルカン星からの救難信号を受けたため、副長のスポックらと共に、完成間もない最新鋭艦のエンタープライズを緊急出動させる。バルカン星を攻撃していたのはロミュランの採掘船ナラーダで、先着していた連邦艦7隻は全て撃破されており、エンタープライズも相手の攻撃性能に歯が立たず苦戦を強いられてしまう。ナラーダのネロ船長から交渉を求められた際には、スポックやカークらに指令を託し、自らの危険を承知の上で、敵艦へ単身乗り込んでいる。ナラーダ内では拘束され拷問も受けるが、やがて救出に現れたカークとスポックの尽力によって、エンタープライズヘの帰艦を果たし、地球帰還後はカークに船長の座を渡し提督に昇進している。ラストシーン近くで拷問の後遺症から車椅子姿となっているが、プライム・タイムライン上でのそれとは異なり、激しい肉体的損傷は受けていない。

#### スター・トレック イントゥ・ダークネス
前作から1年後の2259年が描かれており、パイク自身は杖をつきつつも歩行が可能なまでに回復している。エンタープライズの任務が艦隊の誓いに抵触したとしてカークを解任し、再び船長に就任するが、その際にカークを副長に据える温情措置を執っている。ロンドンでジョン・ハリソン中佐によるテロ事件が発生したことを受けて、カークやスポックらと共に宇宙艦隊本部に招集されるが、その作戦会議中にハリソンの襲撃に遭い死亡する。なお本作によって、アレクサンダー・マーカス提督が、パイクを宇宙艦隊にスカウトした人物として新たに設定付けられている。

## 演じた俳優
- ジェフリー・ハンター（日本語吹替：中田浩二 / 山野井仁[注 18]）- 『宇宙大作戦』のパイロット版「歪んだ楽園」（1965）に主演。
  - 原作者のジーン・ロッデンベリーが抱いたキャラクターのイメージに近い[31]ということで、数ある候補の中から選ばれた。製作当初はハンターも出演に意欲的で[32]、作品の連続ドラマ化が決定された後も主役として起用される予定であったが、パイロット版の完成直後から出演への難色を次第に強め、最終的には降板を選んでいる。その理由として、ハンターは本来映画俳優のキャリアを目指しており[33]、テレビシリーズの出演により長期に渡るスケジュールの拘束を嫌った[34]ためとされている。ただし、当時のスタッフや共演者からの証言によれば[35]、それはあくまで表向きの理由であり、実際はハンターの妻[36]が製作に深く介入してきたことが原因だとされる[37][38]。パイロット版の試写を見た夫人がその内容に嫌悪感を抱き[39]、夫のキャリアを守るべく出演はさせないと抗議し[40]、ハンターも夫人に応じて態度を硬化させたため[39]、ロッデンベリーら製作スタッフは、脚本の手直しやギャランティーの増額等を申し出て出演の慰留を図ったものの[41]、結局交渉は頓挫し止むなく解雇を決断したという[35][41]。

- ショーン・ケニー（英語版） - 『宇宙大作戦』「タロス星の幻怪人」（1966年）に出演。
  - 舞台出演中にタレントエージェントからスカウトを受け[42]、後にロッデンベリーとの面談を経てパイク役に抜擢された[43]。前任のハンターに容姿がよく似ていたというのが主な理由であった[44] 。面談の際に、被爆した障害者という特異なキャラクターであること、そのためにセリフは一切なく座った姿勢のままでいること、特殊メイクを施すために表情を変えられない等の条件を告げられたが[45]、当時駆け出しの俳優だったケニーにとってテレビ出演は大きなチャンスでもあったため、それら条件に面食らいつつも当然のごとく受け入れたという[46]。撮影中は、準備に時間を要するため早々にスタジオ入りし[注 19]、電動車椅子に待機しながら日々の拘束時間は10時間以上に及んだ[注 20][46]。また、分厚いメイクによって喋ることもままならず、食事は流動食のみで済ませていたため体重がかなり減ったという[46]。しかし、そんな不自由さを強いられつつも撮影自体は楽しかったとケニーは回想しており、スタッフの働きぶりや休憩中に交わす俳優たちの会話をつぶさに観察出来たことは[43]むしろいい経験になったと語っている[48]。辛抱強く役を演じきったケニーに対してロッデンベリーは敬意を表し[44]、後にブリッジクルーの一人であるデポール大尉[49]の役を与えている[43][注 21]。

- ブルース・グリーンウッド（日本語吹替：田中正彦）- 『スター・トレック』（2009年）と『スター・トレック イントゥ・ダークネス』（2013年）に出演。
  - 製作総指揮のJ.J.エイブラムスから直々に連絡を受け、その2週間後にエイブラムスのオフィスを訪問し出演を決めた[50][51]。それまでスタートレックに関する知識は子供の頃に若干見知った程度でしかなかったため[52]、パイクに関する情報を出来る限り集めてキャラクターの把握に努めた[51]。しかし、過去作とは時間軸が異なる人物ということもあり、ジェフリー・ハンター演じるそれとは似て非なる者と踏まえて[53]役に臨んだという[51]。スタートレックに関われたことをグリーンウッドは肯定的に捉えており、後に続編での死亡をエイブラムスから告げられた際には大いに落胆したが[54][50]、改めて脚本を熟読することで、むしろ必要な展開だったとして納得が行ったと語っている[50]。

- アンソン・マウント（日本語吹替：てらそままさき）- 『スタートレック・ディスカバリー』シーズン2（2019年）に出演[55][56]および『Star Trek: Strange New World 』（2022年-）に主演。
  - 元々は『ディスカバリー』シーズン1に登場するロルカ船長[57]役の有力候補であったが[58]、最終選考でジェイソン・アイザックスにその座を明け渡している[58]。その後、シーズン2の開始前に新たな船長役[注 22]のオファーが再び舞い込み、当人も深く考えずに出演を承諾したところ[59]、後日その役がパイクだと知らされ非常に驚いたという[59][注 23]。撮影中は、著名なキャラクターを演じることに葛藤はあったものの、脚本家の描くパイク像を信頼しつつ旧作でのそれらとは区別されるべきと捉えて役に臨んだ[62]。また、幼少時から親しんでいた作品に関われることは、自身にとって不思議な感覚だったようで「誰かに掴まれて画面の中に放り込まれたようだった」とも語っている[59]。マウントの演技はファンのみならず批評家筋からも高評価を得たことから[63][64]、彼を主演にしたスピンオフシリーズを要望する声がCBSに多く寄せられ[65]、その結果として『Star Trek:Strange New World 』の製作が決定している[66][67]。

## 他のメディア登場作品
著作権を持つパラマウントやCBSからの公認作品に加え、非公認のファン作品も含めると相当数に上る。以下の作品は、ディスカバリー関連のそれらを除き非正史扱いとなっている。

### 小説
以下は全てポケットブックスより刊行。
- McIntyre, Vonda N. (1986). Enterprise: The First Adventure. ISBN 978-0586073216
  - 『宇宙大作戦 ファースト・ミッション〈上・下〉』（1988年）斎藤伯好（訳） ハヤカワ文庫SF ISBN 978-4150107758、ISBN 978-4150107765
- Carey, Diane (1988). Final Frontier. ISBN 978-0671647520
- Fontana, D. C. (1989). Vulcan's Glory. ISBN 978-1416524625
  - 『宇宙大作戦 ヴァルカンの栄光』（1994年）斎藤伯好（訳） ハヤカワ文庫SF ISBN 978-4150110550
- David, Peter (1991). The Rift. ISBN 978-0671747961
- Oltion, Jerry (1998). Where Sea Meets Sky[68]. ISBN 978-0671024000
- Shatner, William (1999). Dark Victory. ISBN 978-0671008840
  - 『新宇宙大作戦 暗黒皇帝カーク〈上・下〉』（2003年）斎藤伯好（訳） ハヤカワ文庫SF ISBN 978-4150114312、ISBN 978-4150114329
- Bonanno, Margaret Wander (2006). Burning Dreams[69]. ISBN 978-0743496933
- Bonanno, Margaret Wander (2009). Shards and Shadows[70]"The Greater Good". ISBN 978-1416558507
- Stern, Dave (2010). The Children of Kings[71]. ISBN 978-1476740966
- Cox, Greg (2015). Child of Two Worlds[72]. ISBN 978-1476783253
- Mack, David (2017). Star Trek: Discovery: Desperate Hours. ISBN 978-1501164576
- Miller, John Jackson (2019). 'Star Trek: Discovery: The Enterprise War. ISBN 978-1982113315

### コミック

#### DCコミックス刊
- Star Trek Annual Vol. 1 #1 (1985), #2 (1986)
- Star Trek Vol. 1 #53 (1988)
- Star Trek Annual Vol. 2 #4 (1993)
- Star Trek Vol. 2 #61 (1994)

#### マーベル・コミックス刊
- Star Trek: Early Voyages #1 - #17 (1997 - 1998)
  - パイク大佐指揮下のUSSエンタープライズとそのクルーたちの活躍を描いたもの。刊行途中でマーベルとパラマウント間の公認契約がキャンセルされたため、17巻で打ち切られたまま未完となっている。後にIDWパブリッシングより復刻版が刊行された[73]。
- Star Trek: Starfleet Academy #9, #10 (1997)
  - ノーグら艦隊候補生たちの活躍を描いた全19巻のシリーズで、その9巻と10巻はタロス4号星が舞台となっている。

#### IDWパブリッシング刊
- Star Trek: Alien Spotlight Vol. 1[74] (2008)
  - 6種族の異星人それぞれに焦点を当てたオムニバスで、バルカン編とオリオン（英語版）編にパイクが登場している。
- Star Trek: Mirror Images[75] #1, #2, #4, #5 (2008)
  - 「イオン嵐の恐怖（英語版）」の前日譚として創作されたもの。I.S.Sエンタープライズ内でのパイクとカークの権力闘争が描かれる。
- Star Trek: Crew[76] #4, #5 (2009)
  - 若き日のナンバーワン（英語版）を主人公にしたシリーズで全5巻。その4巻と5巻はパイク少佐が任務するロバート・エイプリル指揮下のエンタープライズが舞台となる。
- Star Trek: Spock: Reflections[77] #2 (2009)
  - 何故スポック大使が敵国のロミュランで暮らす決断に至ったのか、という経緯を全4巻の回想録として描かれる。その2巻目はパイク大佐指揮下での任務を振り返る内容である。
- Star Trek Captain's Log: Pike[78] (2010)
  - 練習船の事故で被爆する詳細が描かれており、その練習船は、かつての部下であったJ・ミア・コルト[79]が船長を務めるUSSエクセター（NCC-1788）となっている。
- Star Trek: Discovery: Aftermath[80] (2019)
  - 『スタートレック:ディスカバリー』シーズン2最終話で描かれた、U.S.S.ディスカバリーの消失から間もない時期を舞台としており、パイクら連邦士官はクリンゴン帝国の政争に巻き込まれる。